# Plouharnel
 Plouharnel  (también así en bretón) es una población y comuna francesa, situada en la región de Bretaña, departamento de Morbihan, en el distrito de Lorient y cantón de Quiberon.

## Demografía
| 1478 | 1487 | 1492 | 1525 | 1653 | 1700 |
| Para los censos de 1962 a 1999 la población legal corresponde a la población sin duplicidades (Fuente: INSEE [Consultar]) |      |      |      |      |      |